# Elecciones municipales de Moyobamba de 2014
Las elecciones municipales de Moyobamba de 2014 se llevaron a cabo el 5 de octubre de 2014 para elegir al alcalde y al Concejo Provincial de Moyobamba. La elección se celebró simultáneamente con elecciones regionales y municipales (provinciales y distritales) en todo el Perú.

## Sistema electoral
La Municipalidad Provincial de Moyobamba es el órgano administrativo y de gobierno de la provincia de Moyobamba. Está compuesta por el alcalde y el Concejo Provincial.
La votación del alcalde y el concejo se realiza en base al sufragio universal, que comprende a todos los ciudadanos nacionales mayores de dieciocho años, empadronados y residentes en la provincia de Moyobamba y en pleno goce de sus derechos políticos, así como a los ciudadanos no nacionales residentes y empadronados en la provincia de Moyobamba.
El Concejo Provincial de Moyobamba está compuesto por 11 regidores elegidos por sufragio directo para un período de cuatro (4) años, en forma conjunta con la elección del alcalde (quien lo preside). La votación es por lista cerrada y bloqueada. Se asigna a la lista ganadora los escaños según el método d'Hondt o la mitad más uno, lo que más le favorezca.

## Composición del Concejo Provincial de Moyobamba
La siguiente tabla muestra la composición del Concejo Provincial de Moyobamba antes de las elecciones.
| Partidos | Partidos                | Regidores |
| -------- | ----------------------- | --------- |
|          | Partido Aprista Peruano | 7         |
|          | Nueva Amazonía          | 2         |
|          | Acción Regional         | 1         |
|          | Fuerza 2011             | 1         |

## Partidos y candidatos
A continuación se muestra una lista de los principales partidos y alianzas electorales que participaron en las elecciones:
| Candidatura | Candidatura | Partidos y alianzas                    | Candidatos | Candidatos                     | Ideología                                                          | Resultado previo | Resultado previo | Ref. |
| Candidatura | Candidatura | Partidos y alianzas                    | Candidatos | Candidatos                     | Ideología                                                          | Votos (%)        | Reg.             | Ref. |
| ----------- | ----------- | -------------------------------------- | ---------- | ------------------------------ | ------------------------------------------------------------------ | ---------------- | ---------------- | ---- |
|             | APRA        | Lista - Partido Aprista Peruano (APRA) |            | Mardonio del Castillo Reátegui | Aprismo                                                            | 36.25%           | 7                |      |
|             | NA          | Lista - Nueva Amazonía (NA)            |            | Oswaldo Jiménez Salas          | Regionalismo sanmartinense                                         | 27.56%           | 2                |      |
|             | AR          | Lista - Acción Regional (AR)           |            | Daniel Santa Cruz Labán        | Regionalismo sanmartinense                                         | 18.22%           | 1                |      |
|             | FP          | Lista - Fuerza Popular (FP)            |            | Anastasio Silva Vásquez        | Fujimorismo Conservadurismo social Populismo de derecha            | 11.98%           | 1                |      |
|             | APP         | Lista - Alianza para el Progreso (APP) |            | Víctor Díaz Mejía              | Liberalismo económico Conservadurismo liberal Populismo de derecha | 5.07%            | 0                |      |
|             | AP          | Lista - Acción Popular (AP)            |            | Néstor Aguilar Santa Cruz      | Partido atrapalotodo                                               | Nuevo            | Nuevo            |      |
|             | FA          | Lista - Frente Amplio (FA)             |            | Santos Valdivieso Cruz         | Socialismo Ecologismo Descentralización                            | Nuevo            | Nuevo            |      |
|             | FC          | Lista - Fuerza Comunal (FC)            |            | Oriel Díaz Díaz                | Regionalismo sanmartinense                                         | Nuevo            | Nuevo            |      |
|             | MAS         | Lista - MAS San Martín (MAS)           |            | Marco Cruzalegui Chávez        | Regionalismo sanmartinense                                         | Nuevo            | Nuevo            |      |

## Resultados

### Sumario general
|                                                                                                |                                |              |              |              |           |           |  |  |
| Partidos y coaliciones                                                                         | Partidos y coaliciones         | Voto popular | Voto popular | Voto popular | Regidores | Regidores |  |  |
| Partidos y coaliciones                                                                         | Partidos y coaliciones         | Votos        | %            | ±pp          | Total     | +/−       |  |  |
|                                                                                                | Nueva Amazonía (NA)            | 14,054       | 24.36        | –3.20        | 7         | +5        |  |  |
|                                                                                                | Fuerza Popular (FP)1           | 12,434       | 21.55        | +9.57        | 2         | +1        |  |  |
|                                                                                                | Partido Aprista Peruano (APRA) | 8,942        | 15.50        | –20.75       | 1         | –6        |  |  |
|                                                                                                | Alianza para el Progreso (APP) | 8,258        | 14.31        | +9.24        | 1         | +1        |  |  |
|                                                                                                | Acción Regional (AR)           | 5,935        | 10.29        | –7.93        | 0         | –1        |  |  |
|                                                                                                | MAS San Martín (MAS)           | 3,310        | 5.74         | Nuevo        | 0         | ±0        |  |  |
|                                                                                                | Acción Popular (AP)            | 3,173        | 5.50         | n/a          | 0         | ±0        |  |  |
|                                                                                                | Fuerza Comunal (FC)            | 954          | 1.65         | Nuevo        | 0         | ±0        |  |  |
|                                                                                                | Frente Amplio (FA)             | 643          | 1.11         | Nuevo        | 0         | ±0        |  |  |
|                                                                                                |                                |              |              |              |           |           |  |  |
| Total                                                                                          | Total                          | 57,703       |              |              | 11        | ±0        |  |  |
|                                                                                                |                                |              |              |              |           |           |  |  |
| Votos válidos                                                                                  | Votos válidos                  | 57,703       | 86.91        | +8.16        |           |           |  |  |
| Votos en blanco                                                                                | Votos en blanco                | 2,850        | 4.29         | –6.79        |           |           |  |  |
| Votos nulos                                                                                    | Votos nulos                    | 5,839        | 8.79         | –1.38        |           |           |  |  |
| Votos emitidos                                                                                 | Votos emitidos                 | 66,392       | 79.75        | –2.82        |           |           |  |  |
| Abstenciones                                                                                   | Abstenciones                   | 16,859       | 20.25        | +2.82        |           |           |  |  |
| Votantes registrados                                                                           | Votantes registrados           | 83,251       |              |              |           |           |  |  |
|                                                                                                |                                |              |              |              |           |           |  |  |
| Fuente:                                                                                        |                                |              |              |              |           |           |  |  |
| Notas al pie: 1 Comparado con los resultados de Fuerza 2011 (F2011) en las elecciones de 2010. |                                |              |              |              |           |           |  |  |
| Notas al pie:                                                                                  |                                |              |              |              |           |           |  |  |
| 1 Comparado con los resultados de Fuerza 2011 (F2011) en las elecciones de 2010.               |                                |              |              |              |           |           |  |  |

## Elecciones municipales distritales

### Resultados por distrito
La siguiente tabla enumera el control de los distritos de la provincia de Moyobamba. El cambio de mando de una organización política se resalta del color de ese partido.
| Distrito  | Alcalde(sa) titular       | Partido político | Partido político        | Alcalde(sa) electo(a)     | Partido político | Partido político |
| --------- | ------------------------- | ---------------- | ----------------------- | ------------------------- | ---------------- | ---------------- |
| Calzada   | Elvis Chávarri Horna      |                  | Acción Regional         | Elvis Chávarri Horna      |                  | Nueva Amazonía   |
| Habana    | Norman Zubiate Portollano |                  | Nueva Amazonía          | Norman Zubiate Portollano |                  | Nueva Amazonía   |
| Jepelacio | José Bardalez Dávila      |                  | Partido Aprista Peruano | Máximo Garro Heredia      |                  | Nueva Amazonía   |
| Soritor   | Josué Jara Acuña          |                  | Nueva Amazonía          | Josué Jara Acuña          |                  | Nueva Amazonía   |
| Yantaló   | Víctor Monteza Dávila     |                  | Acción Regional         | José Cabrera Guevara      |                  | Fuerza Popular   |